# 情報資本主義
情報資本主義（じょうほうしほんしゅぎ、英: information capitalism）とは経済学用語の一つ。資本主義社会において、工業による資本が社会において大きな力を持っていた時代が終わり、それに次いで到来する情報や知識の蓄積や伝達や処理という資本が社会において強くなっていくという、資本主義の変容の過程のこと。情報資本主義とは所持している情報の量の多寡から支配関係が成立して行くということを、従来の資本主義による支配関係の成立と比してこう呼ばれるようになった。